# پرتره گالئاتزو سان ویتاله
پرتره گالئاتزو سان ویتاله (به ایتالیایی: Ritratto di Galeazzo Sanvitale)، اثر نقاش شیوه گرای ایتالیایی قرون وسطی جیرولامو فرانچسکو ماریا ماتزولا معروف به پارمیجانینو است. وی این تابلو را در ۱۵۲۴ میلادی خلق نموده‌است.
تابلوی مذکور هم‌اکنون در موزه ای در شهر ناپل، در کشور ایتالیا نگهداری می‌گردد. این اثر به با ابعاد ۱۰۹ در ۸۱ سانتی‌متر و به صورت رنگ روغن کار شده‌است.